# Johannes Vultejus
Johannes Vultejus, född 16 juni 1639 i Stockholm, döpt i Tyska kyrkan i Stockholm, död 23 mars 1700 i Stockholm, var en svensk präst, överhovpredikant, riksdagsman och psalmförfattare. Han var kyrkoherde i Riddarholmskyrkan och Bromma kyrka.

## Biografi

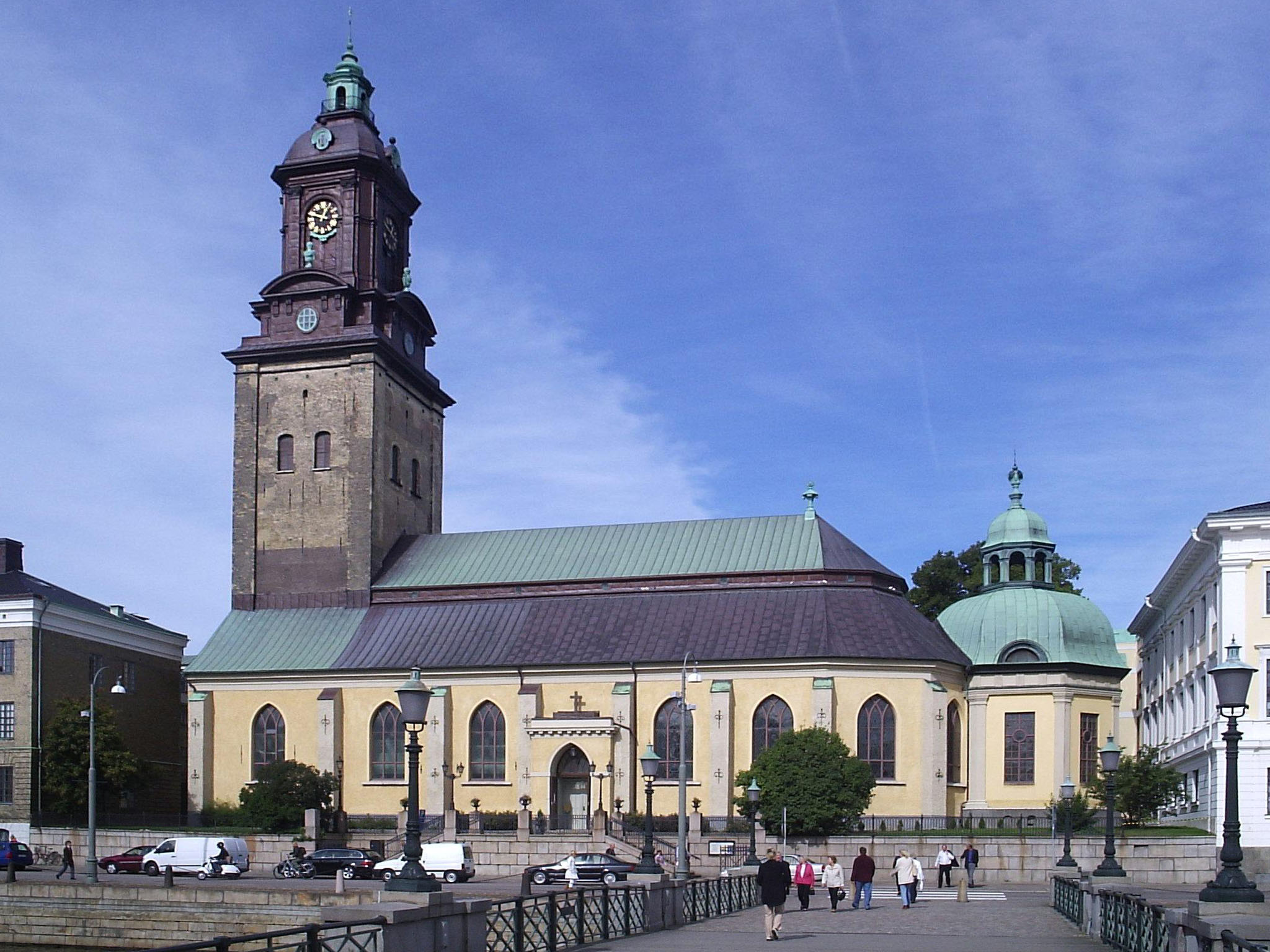
Tyska kyrkan, eller Christinæ kyrka i centrala Göteborg, där Vultejus var kyrkoherde 1669-1678.

Johannes Vultejus var son till körsnären Elias Vult (1608-1679) och Juliana von Kothen (1618-1699). Han blev student vid Rostocks universitet 1658 och vid Uppsala universitet 1663, där han 1668 promoverades till filosofie magister. Vultejus prästvigdes 1665 till huspredikant hos rikskansler greve Magnus Gabriel De la Gardie. 1669 blev han kyrkoherde i Tyska Kristine församling i Göteborg.

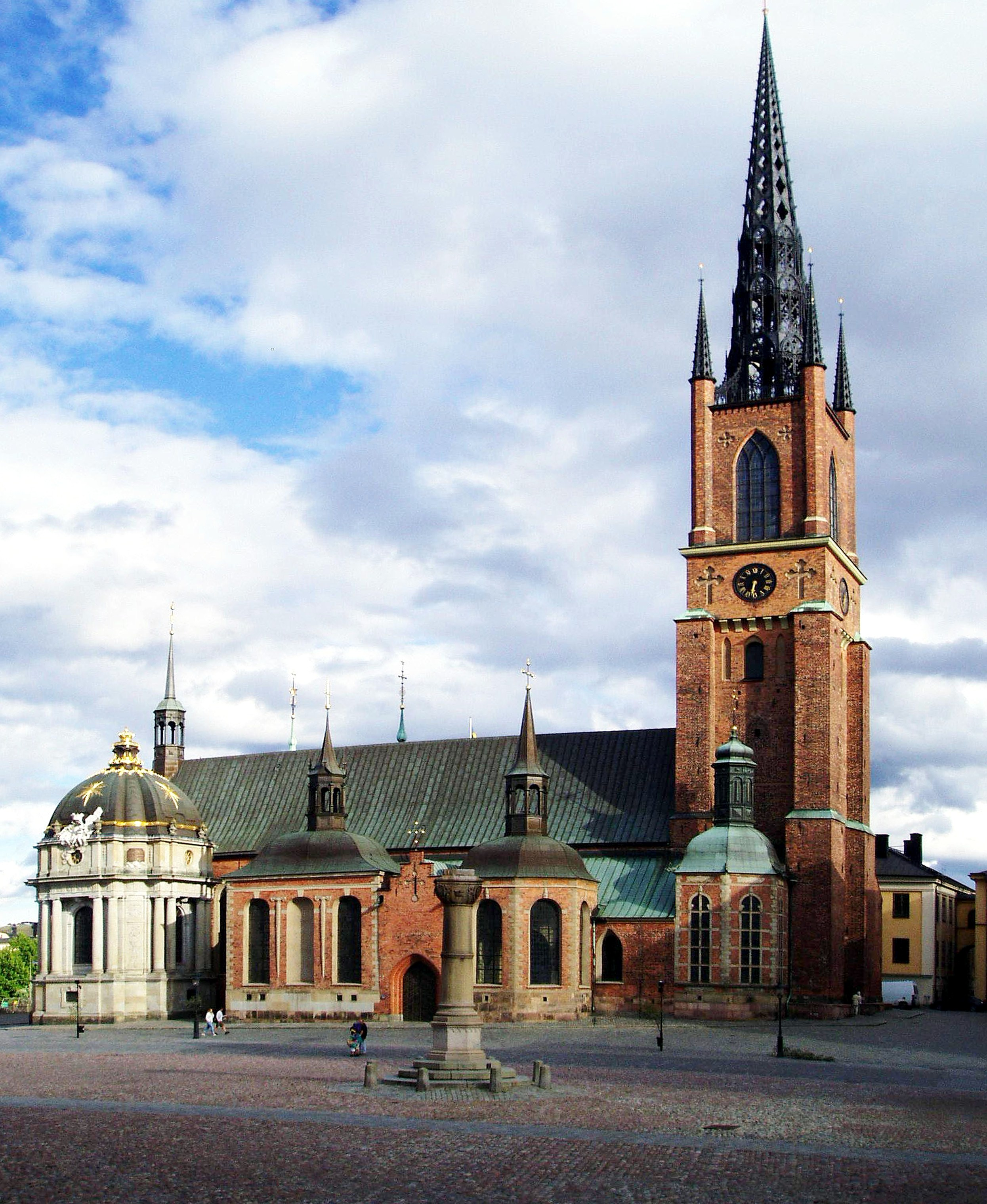
Riddarholmskyrkan i Stockholm, där Johannes Vultejus var kyrkoherde 1678-1700.

År 1678 utnämndes han till kyrkoherde i Riddarholmens församling med tillträde 1679 och år 1680 blev den då 40-årige hovpredikanten utnämnd till kyrkoherde också i Bromma församling, där han tillträdde 1683. Bromma församling utgjorde  prebende, det vill säga en löneförmån, för kyrkoherdarna i Riddarholmens församling 1683-1784. 1685 blev han överhovpredikant hos änkedrottningen Hedvig Eleonora. Han var en framstående predikant och nitisk ivrare för god sed och ordning inte minst bland prästerskapet. Vultejus är författare till psalm 177 i 1819 års psalmbok, Ack, var skall jag tillflykt finna?, en bekännelse om synd, som mynnar ut i tack för syndaförlåtelsen.

## Bromma kyrkas upprustning

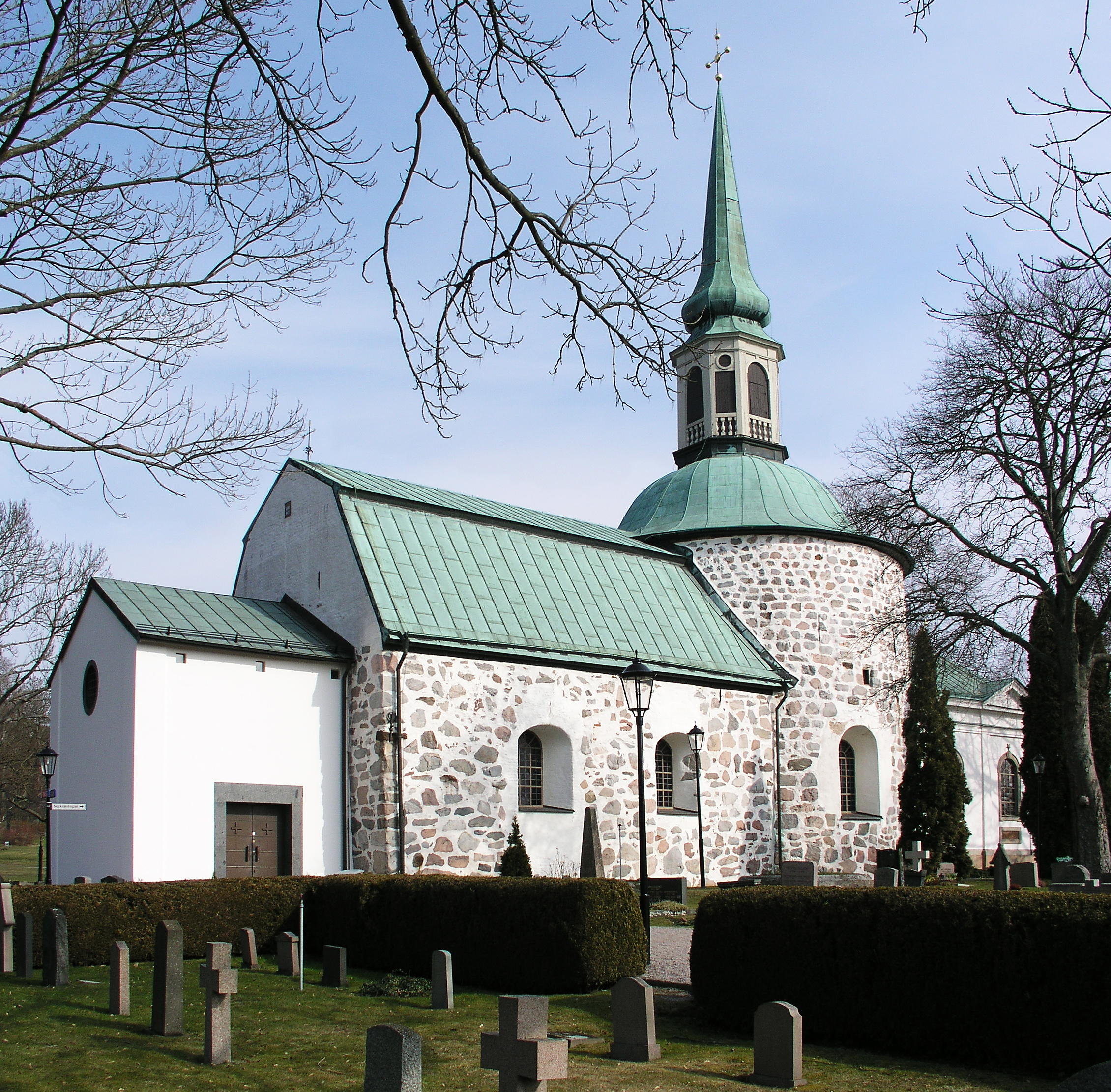
Bromma kyrka, där Johannes Vultejus var kyrkoherde och hade sitt prebende 1680-1700.

Under de 20 år Johannes Vultejus verkade i Bromma såg han till att Bromma kyrka, som var i mycket dåligt skick, reparerades. Den var vid mitten av 1600-talet redan 500 år gammal. Karl XI hade givit direktiv om att rusta upp landets, på många håll, förfallna kyrkor. Vultejus hade stora svårigheter att få igenom reparationer och många motgångar att övervinna. Att få pengar till byggena var svårt och arbetsfolket var inte pålitligt. Han rustade upp kyrkan och klockstapeln och såg också till att en fattigstuga blev uppförd.
Vid den allmänna upprustningen av kyrkan genomförde Vultejus flera förändringar åren 1680-1700. Under hans tid reparerades och förstärktes gråstensmurarna med ankarslutar. Taket lades om och fick sitt nuvarande tak och nya fönster sattes in. Rundhuset fick ny huv och ny tornspira. Vid upprustningen var barockhuven täckt med spån och spiran med plåt. Han lät även sätta in en ny altaruppsats 1684 och en ny predikstol 1686.
Altaruppsatsen skänktes 1684 av Magnus Gabriel De la Gardie. Vultejus, som var kyrkoherde i Riddarholmskyrkan, hade han varit huspredikant hos honom, som var djupt och innerligt religiös. De la Gardie var kyrkornas störste donator i landet. Han sänkte krucifix, dopfuntar, kandelabrar, ljusstakar, klockspel, altar och orglar till olika kyrkor. Till Bromma kyrka skänkte De la Gardie altaruppsatsen av trä, troligen utförd av stockholmsmästaren Hans Jerling (1654-1695). Vultejus skriver "Anno 1684 then 27 Martii skänkte Hans Högh Grefl Excells H Rijksdrotzen Gref Magnus De la Gardie till Bromma kyrkja deth sköna altaret." Vultejus närmaste släktingar var givmilda mot kyrkan, enligt Vultejus egen lista "Donationer eller förähringar hwilka i min Tidh till Bromma Sockne Kyrkjo inkomne äro." 

## Klockstapeln

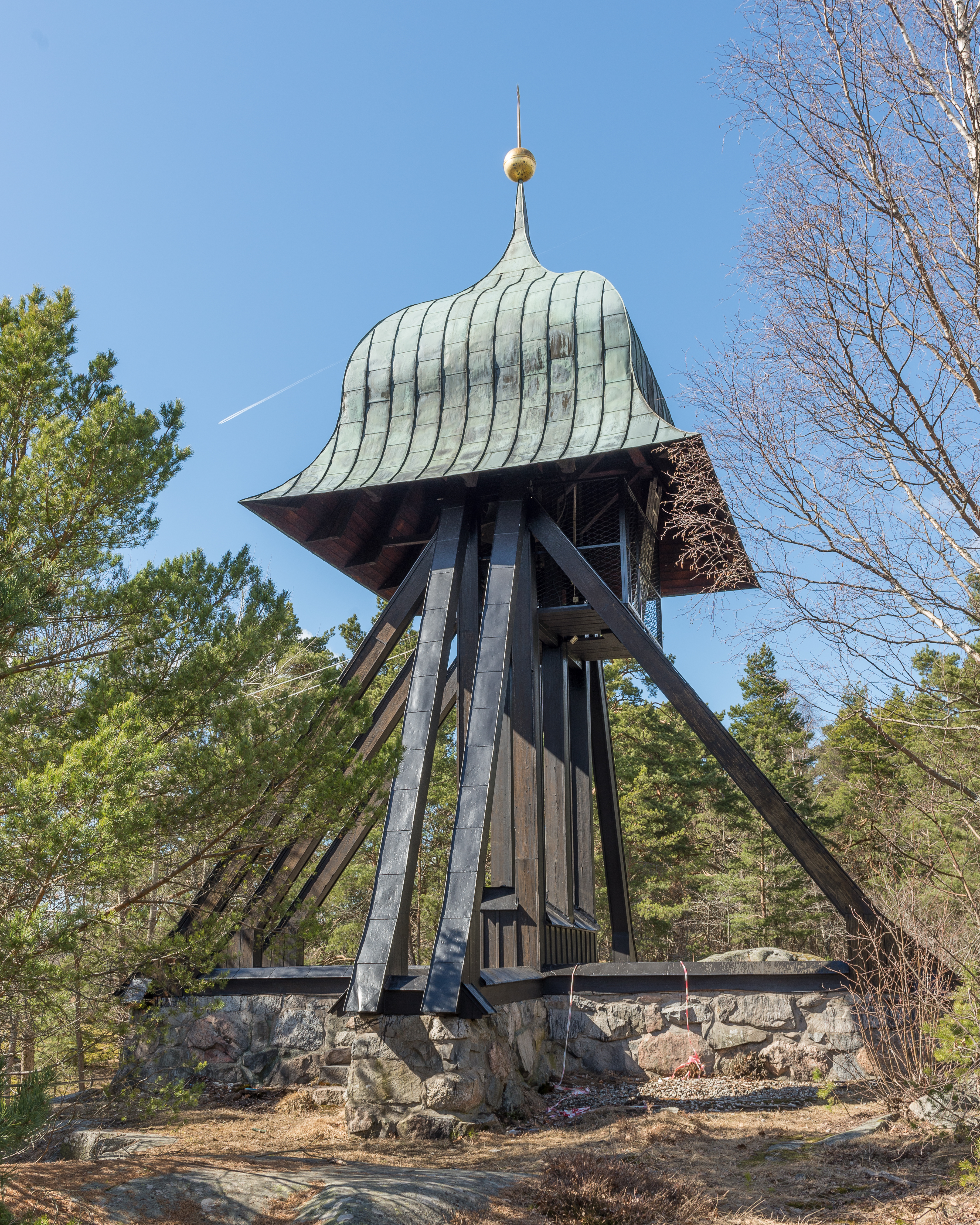
Bromma kyrkas klockstapel flyttades på begäran av Johannes Vultejus från kyrkogården till Kråsberget 1692. Arbetet med flytten avslutades 1695.

Johannes Vultejus lät flytta klockstapeln vid Bromma kyrka från kyrkogården upp till Kråsberget, som senare fick benämningen Klockberget, 200 meter nordost om kyrkan. 1683 uppgavs klockstapeln till Bromma kyrka vara förfallen och Johannes Vultejus föreslog att den skulle flyttas till bergsklinten norr om prästgården. I september 1691 revs den gamla klockstapeln. Den ursprungliga klockstapeln till Bromma kyrka, vars ålder är okänd, stod förr på kyrkogården i närheten av det gamla gravkoret söder om kyrkan, men revs när den blivit förfallen. Därefter flyttades klockorna från kyrkogården upp till Kråsberget.
En ny klockstapel, den nuvarande, byggdes på Kråsberget norr om kyrkan. Den nya klockstapeln, som var spånklädd, började byggas 1692 och arbetet avslutades 1695. I klockstapeln hänger två klockor. Den ena klockan skänktes av fältmarskalken greve Lennart Torstenson, som i Bromma på 1640-talet lät bygga Ulvsunda slott. Den äldsta klockan från 1638 förstördes vid en brand 1974 och den står nu i Bromma kyrkas vapenhus. Den nya klockstapeln från 1695 är av klockbocktyp, vilket innebär att den består av ett antal hjärtstolpar, som stöds av snedsträvor, den är av byggmästaren Fallerius. Klockstapeln från 1692-1695 dominerar fortfarande Kråsberget.

## Versifierad postilla
Vultejus var en ansedd predikant. Han höll en starkt barockpräglad likpredikan över Magnus Gabriel De la Gardie 1686. Samma år gav han ut en samling dikter över kyrkoårets texter, Post-illa compediosa; samlingen är utgiven av Per Hanselli i Samlade Vitterhetsarbeten af svenska författare (13, 1870).

## Familjeförhållanden

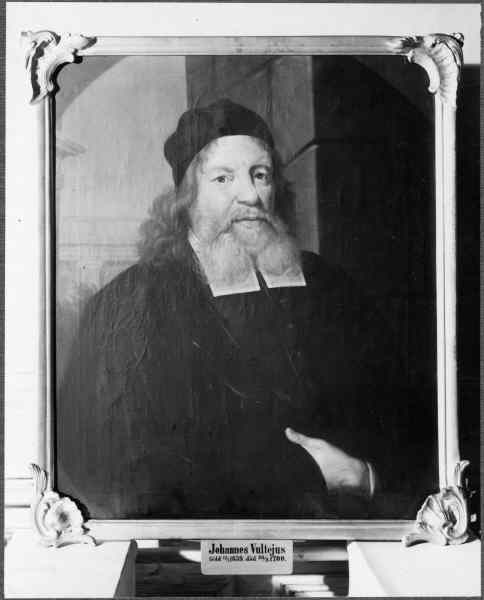
Porträtt föreställande Johannes Vultejus i Storkyrkan i Stockholm.

Johannes Vultejus var gift två gånger. Första gången gifte han sig 1666 med Margareta Barckman, död 23 maj 1693. I det första äktenskapet föddes sex barn. 
1. Jakob Julius (1667)
2. Elias Julius (20 apr 1670)
3. Beata Juliana (1671)
4. Birgitta Juliana (1672)
5. Margareta Juliana (10 jan 1674)
6. Christina Juliana (28 apr 1675)

Då den första hustrun avled gifte han om sig 17 dec 1693 med Anna Wallrave (1676-1753) och i det andra äktenskapet föddes fyra barn. 
1. Catharina (28 dec 1694)
2. Johannes Julius (19 dec 1695)
3. Georgius "Jöran" (3 okt 1697)
4. Reinhold Julius (7 dec 1698)

Två söner i andra giftet adlades 1743 respektive 1759 med namnet Vult von Steijern.
Vid restaureringen av Bromma kyrka på 1960-talet fann man en gravsten med inskriptionen "Denna murade graf äger fru Anna Wallrave och hennes arfvingar Anno 1704". Graven var dock undersökt tidigare och igenfylld.
Vultejusvägen i stadsdelen Bromma kyrka i Bromma har fått sitt namn efter Johannes Vultejus. Vägen fick sitt namn 1924 i kategorin "kyrkan och dess tjänare".
Hans porträtt har länge funnits i dåvarande Storkyrkoförsamlingens ägo. Johannes Vultejus ligger begraven i Riddarholmskyrkan.

## Psalmer
- Den svenska psalmboken 1819
  - 177 Ack, var skall jag tillflykt finna

## Fotnoter
1. 1 2 3 4 5 6 7 8 9 10 11 12 13 14 15 16 17  Gunnar Hellström, Stockholms stads herdaminne från reformationen intill tillkomsten av Stockholms stift : Biografisk matrikel, 1951, s. 534-535, läst: 21 november 2021.[källa från Wikidata]
2. 1 2  Antavla Johannes Vultejus.
3. ↑  Den svenska psalmboken 1932 (Projekt Runeberg)
4. ↑  Se registrering av Johannes Vultejus i Rostocker Matrikelportal
5. 1 2 3  Eivor Lundén, Livet i Bromma, Bromma sockenstämmoprotokoll 1681-1799, 2003, Bromma Hembygdsförening och Stockholms stadsarkiv, ISBN 91-85100-66-8.
6. ↑  Lista över överhovpredikanter.
7. ↑  Kleresistaten, även hovkleresiet (av latinets clerus, "prästerskap"), är de präster ur Svenska kyrkan som tjänstgör vid det svenska kungliga hovet, enligt ”Hofkleresiet”. Nordisk Familjebok. https://runeberg.org/nfbk/0483.html. Läst 7 april 2012.
8. ↑  Läsning för svenska folket / 1924 / sidan 40.
9. ↑  Bengt Lindberg, Brommabygden, 1957, sidorna 64-65.
10. ↑  Åke Eriksson, Brommaliv, 1977, sidan 29.
11. ↑  Eivor Lundén, Bromma kyrka, Bromma församlings kyrkoråd, 1997.
12. 1 2  Göran Erikson, Stadsdelen Bromma Kyrka, Bromma Kyrkas Villaägarförening u p a, 1993.
13. ↑  Nationalencyklopedin, Johannes Vultejus.
14. ↑  ”Project Runeberg”. 11 okt 2022. https://runeberg.org/sthlmherd/0536.html. Läst 16 februari 2023.
15. ↑  Stockholms gatunamn, 1992, sidan 499, andra utökade upplagan. ISBN 91-7031-042-4.